# Мельков, Алексей Константинович
Алексей Константинович Мельков (род. 26 июня 1940, Киров) — российский политический деятель. Депутат Государственной Думы второго созыва (1995—1999).

## Биография
В 1963 году закончил Кировский сельскохозяйственный институт.
В 1988 году по инициативе директора совхоза «Ардашевский» Алексея Мелькова в селе Каринка началось восстановление Вознесенской церкви.
В 1995 году был выдвинут кандидатом в депутаты Государственной Думы по Советскому одномандатному избирательному округу № 93 Кировской области избирательным объединением «Аграрная партия России» и победил, вошёл в Комитет по аграрным вопросам.